# クロクビコブラ
クロクビコブラ（学名:Naja nigricollis）は、爬虫綱有鱗目コブラ科フードコブラ属に属するヘビ。有毒のヘビである。エジプト南部から南アフリカ北部にかけて生息する。別名、クロクビドクフキコブラ。

## 特徴
全長1.2-2.2m。敵の眼を狙い、毒を吐く。その毒は3メートル弱まで飛ぶ。
毒が眼に入ると、激しい痛みを感じる。最悪の場合失明に至る事も有る。

## 毒
本種はコブラ毒の代名詞である神経毒よりも、細胞毒を多くもつため、咬まれるとその細胞毒の作用で、患部が壊死することも少なくない。